# Khazret Sultan
Chazret Sultan či Khazret Sultan (uzbecky Hazrati sulton choʻqqisi) je hora v Hissarském hřbetu v západní části Pamíro-Alaje ve střední Asii, vysoká 4643 m n. m. Nachází se na státní hranici mezi Uzbekistánem (provincie Surchandario) a Tádžikistánem (Centrálně spravované okresy). Jedná se o nejvyšší vrchol Uzbekistánu.
Hora se původně jmenovala Štít 22. sjezdu Komunistické strany.